# Listă de filme de groază de război
Aceasta este o listă de filme de groază de război.
| Cuprins |
| ------- |
|         |

## A
- Abraham Lincoln: Vânător de Vampiri (Abraham Lincoln: Vampire Hunter, 2012) regia Timur Bekmambetov
- Army of Frankensteins (2013) regia Ryan Bellgardt[1]
- Avanpostul (Outpost, 2008) regia Steve Barker[2][3]

## B
- Buncărul (The Bunker, 2001) regia Rob Green[4][5]

## D
- Deathwatch - Tranșeea morții (Deathwatch, 2002) regia M. J. Bassett[6]
- The Devil's Rock (2011) regia Paul Campion[7][8][9]
- Djinns: Locuitorii Deșertului (2010) regia Hugues Martin și Sandra Martin[10]

## F
- Fantomele adâncurilor (Below, 2002) regia David Twohy[11][12]
- Fortăreața (The Keep, 1983) regia Michael Mann[13][14][15]
- Forța Răului (Manticore, 2005) regia Tripp Reed[16][17]
- Frankenstein's Army (2013) regia Richard Raaphorst[18][19]
- Frankenstein Conquers the World (Furankenshutain tai chitei kaijû Baragon, 1965)[20][21][22]
- Friend of the World (2020) regia 	Brian Patrick Butler[23][24][25]

## G
- Ghosts of War (2020) regia Eric Bress[26][27][28]

## K
- Krasnyy prizrak (Красный призрак, Fantoma roșie, 2020) regia Andrey Bogatyrev[29][30][31]

## L
- Labirintul lui Pan (2006)

## M
- Mohawk (2017) regia Ted Geoghegan[32][33]

## N
- Night of the Zombies sau Battalion of the Living Dead (1981) regia Joel M. Reed[34][35][36]
- Nisipuri roșii (Red Sands⁠(d), 2009) regia Alex Turner[37]

## O
- The Objective (2008) regia Daniel Myrick[38][39]
- Overlord (2018) regia Julius Avery[40]

## P
- P-51 Dragon Fighter (2016) regia Mark Atkins[41][42][43]

## R
- Regatul garguilor (Reign of the Gargoyles, 2007, TV) regia Ayton Davis[44][45]

## S
- Supersoldatul SS (S.S. Doomtrooper, 2006, TV) regia David Flores[46][47]
- Scara lui Iacob (Jacob's Ladder, 1990)[48] regia Adrian Lyne
- Scara lui Iacob (Jacob's Ladder, 2019)[49] regia David M. Rosenthal
- Straight into Darkness (2004) regia Jeff Burr[50]

## T
- Trench 11 (2017) regia Leo Scherman[51]

## V
- Vârcolacii celui de-al Treilea Reich (Werewolves of the Third Reich, 2017)[52][53][54]

## Z
- Zivi i mrtvi (The Living and the Dead, 2007) regia Kristijan Milić[55]